# Геївка (Чугуївський район)
Геївка — село в Україні, у Слобожанській міській громаді Чугуївського району Харківської області. Населення становить 117 осіб.
Назва походить від слова гай[джерело?].

## Географія
Село Геївка знаходиться на правому березі річки Сіверський Донець, вище за течією на відстані 7 км розташоване село Нижній Бишкин, нижче за течією за 5 км — селище Донець. Берег річки сильно заболочений і утворює багато лиманів і озер. Навколо села кілька лісових масивів (дуб). Через село протікає пересихаючий струмок з загатою. Західна частина села раніше було селищем Новочеркаський.

## Історія
- 1730 рік — дата першої згадки села. Початкова назва - Бурлей[1]
- Село постраждало внаслідок геноциду українського народу, вчиненого урядом СССР у 1932—1933 роках, кількість встановлених жертв в Нижньому Бишкині, Сухій Гомільші та Геївці — 187 людей[2].

## Економіка
- Молочно-товарна ферма.

## Об'єкти соціальної сфери
- Клуб.